# Burg Schadeck

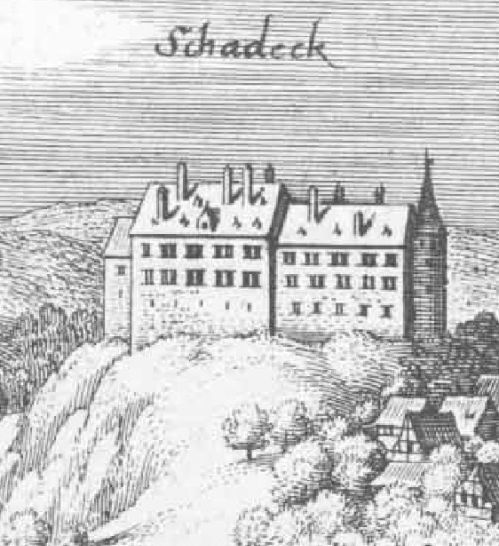
Schadeck – Auszug aus der Topographia Hassiae von Matthäus Merian 1655

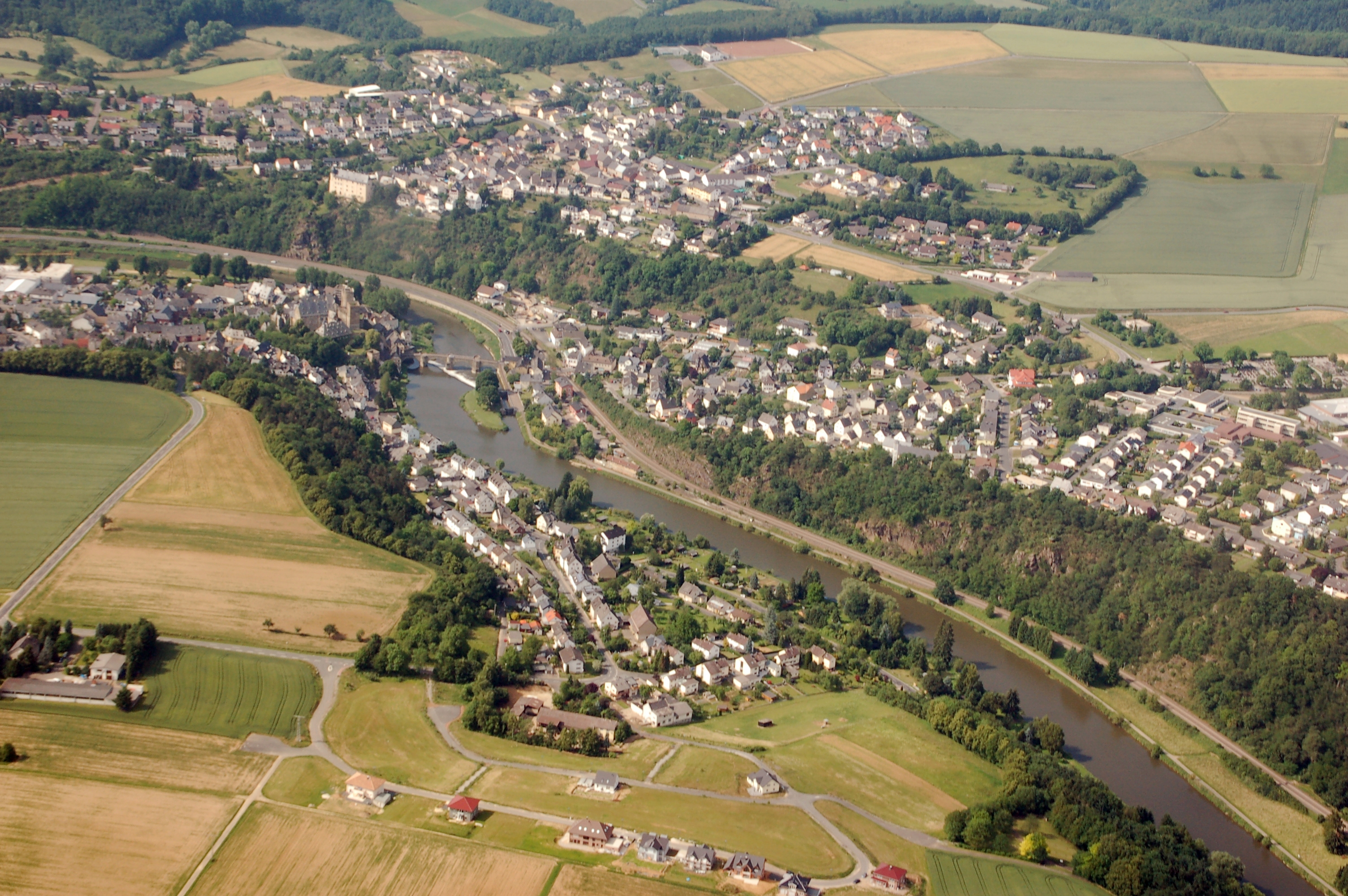
Luftbild mit den Burgen Runkel und Schadeck

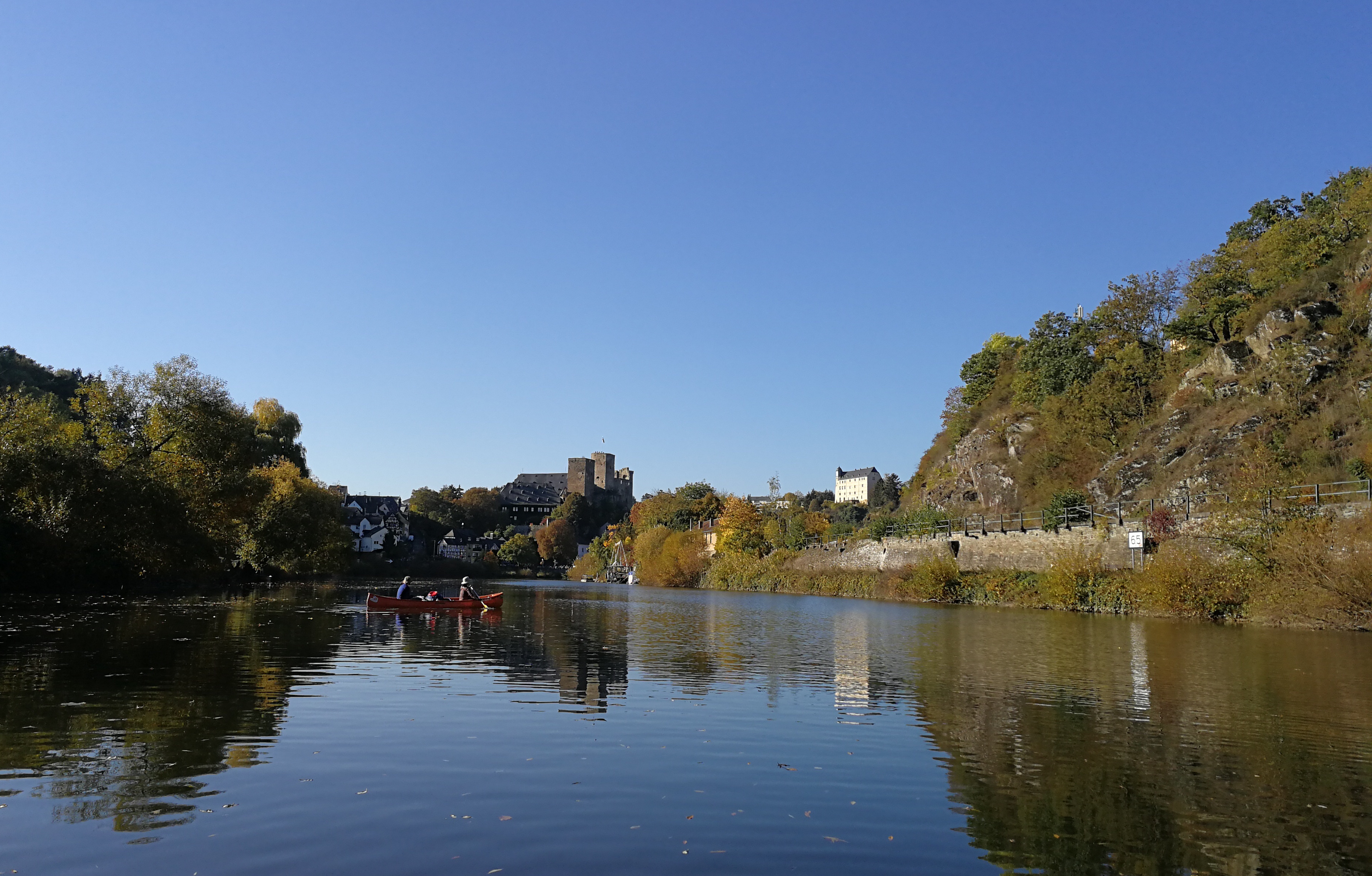
Burg Runkel am linken und Trutzburg Schadeck am rechten Lahnufer (Ansicht von SSO)

Burg Schadeck ist eine der Burg Runkel gegenüberliegende Trutzburg an der Lahn im gleichnamigen Runkeler Stadtteil im mittelhessischen Landkreis Limburg-Weilburg.

## Lage
Die Höhenburg liegt auf einem etwa 50 Meter steil über dem Fluss Lahn aufragenden Hang in dem nach ihr benannten Stadtteil Schadeck der hessischen Kleinstadt Runkel.
Die Burg liegt etwa sechs Kilometer östlich von Limburg und 60 Kilometer nordwestlich von Frankfurt am Main.

## Geschichte
Die Burg wurde von 1276 bis 1288 aufgrund von Erb- und Besitzstreitigkeiten von Heinrich von Westerburg als Trutzburg gegen die Burg Runkel erbaut, die sich seinerzeit im Besitz eines Vetters befand. Aufgrund dieser Funktion erhielten sie und die um sie herumliegende Ansiedlung ihren Namen: „eine Ecke zum Schaden der Burg Runkel“. Eine Eroberung der Burg Runkel fand jedoch nicht statt. Am 21. Juli 1321 wurde ein Vertrag geschlossen, der den damaligen Herren Reinhard von Westerburg zwang, die Burg Schadeck als Lehen an den Trierer Erzbischof Balduin zu übergeben. Vorangegangen waren kriegerische Auseinandersetzungen zwischen den beiden späteren Vertragspartnern. Allerdings wurde der Vertrag nicht vollzogen, so dass Balduin als Konsequenz im Jahr 1344 die Burg eroberte. Diese Besitznahme stand im Zusammenhang mit den Bemühungen Balduins, seine rechtsrheinischen Gebiete abzusichern und zu erweitern. Die Auseinandersetzungen um Schadeck gingen offenbar weiter, so dass 1346 ein Vertrag geschlossen wurde, der eine Teilung der Burg vorsah. Noch im gleichen Jahr verkaufte Reinhard von Westerburg seinen Anteil aber vollends an den Erzbischof. Offenbar scheinen die Westerburger aber als Vasallen Balduins auf der Burg geblieben zu sein.
In einem offenen Erbschaftsstreit vertrieb Philipp Ludwig I. von Wied (* 1580; † 2.8.1633), der sich bei der Erbteilung benachteiligt glaubte, am 9. September 1622 seinen älteren Bruder, den Landesherrn Graf Hermann II. zu Wied-Runkel (* 15.4.1581; † 13.10.1631), aus Schloss und Herrschaft Runkel. 
Graf Hermann II. bat noch den Kurfürsten, seinen Bruder Einhalt zu gebieten, floh aber dann mit seiner Familie auf die Burg Schadeck. 
Im Dreißigjährigen Krieg und erneut 1803 wurden Teile der Burganlage, insbesondere der Nordflügel, geschleift.
Ab dem frühen 19. Jahrhundert wechselte der Besitz der Burg mehrfach. Zudem war sie zwischen verschiedenen Eigentümern geteilt. Ab 1821 beherbergte der Westflügel das Bürgermeisteramt der Gemeinde Schadeck und etwa ab 1850 befand sich im zweiten Stock die Gemeindeschule. Im 20. Jahrhundert verschlechterte sich der Bauzustand zusehends, so dass Teile der Burg einzustürzen drohten. In den Jahren 1998 bis 2006 fanden umfassende Sanierungsarbeiten, insbesondere die vollständige Erneuerung des Daches und des Fachwerks im barocken Treppenhaus, statt.

## Anlage
Wesentlichster Bestandteil der heutigen Burganlage ist ein gut erhaltener, dreieinhalbgeschossiger, rechteckiger Bau, der an der westlichen Seite einen Treppenturm besitzt.
Darin befinden sich privat genutzte Wohnungen, so dass eine Innenbesichtigung von Burg Schadeck nicht möglich ist.
Von den übrigen Gebäudeteilen der Burganlage sind nur noch geringe Reste bzw. Grundmauern erhalten geblieben.
Zusätzlich zum Denkmalschutz hat die Burg den Schutzstatus für den Kriegsfall nach der Haager Konvention erhalten.